# Talg Gorge
Die Talg Gorge ist eine 150 m lange, 5 m breite und zwischen 7 und 20 m tiefe Schlucht an der Ingrid-Christensen-Küste des ostantarktischen Prinzessin-Elisabeth-Lands. Sie liegt in den Vestfoldbergen. Durch sie hindurch fließt hinter den Talg Falls der Talg River vom Sørsdal-Gletscher zum Krok Lake.
Das Antarctic Names Committee of Australia benannte sie in Anlehnung an die Benennung des gleichnamigen Flusses. Der Begriff talg stammt aus dem Arabischen und bedeutet Eis.